# Ingrid Kristiansen
Ingrid Kristiansen (Trondheim, 21 de março de 1956) é uma ex-fundista norueguesa e uma das melhores corredoras do mundo nos anos 80. Vencedora de várias maratonas importantes, também foi recordista e campeã mundial em diversas modalidades do atletismo, em pistas, estradas e de cross-country e a primeira atleta a conseguir títulos mundiais nas três modalidades e ao mesmo tempo. Junto com Grete Waitz, ela foi a responsável pela formação de uma nova geração de atletas entre os jovens da Noruega.

## Carreira
No começo da década de 80, Kristiansen, uma ex-esquiadora, era uma corredora de elite europeia - venceu a Maratona de Estocolmo por três vezes - mas sem grandes conquistas no grande cenário mundial. Foi a partir do nascimento de seu filho, Gaute, que ela começou a conquistar fama internacional e a dominar as corridas de fundo.
Em 1984, aos 28 anos, quando Waitz era o grande nome da maratona e a única atleta de ponta conhecida da Noruega, ela surpreendeu o mundo ao vencer a Maratona de Londres e estabelecer dois recordes mundiais nas pistas de atletismo, para os 5.000 (14m58s) e 10.000 m (30m59s), nos Bislett Games, em Oslo. Na maratona de Los Angeles 1984, porém, ficou apenas em quarto lugar. Em 1985 ela venceu a Maratona de Londres novamente, com nova marca mundial (2:21.05), recorde que seria imbatível por treze anos.
O ano de 1986 foi o melhor de Kristiansen nas pistas de atletismo e nas corridas de rua. Ela quebrou os próprios recordes dos 10.000 m (30m13s) e 5.000 m (14m37s), além do recorde da meia-maratona em Sandnes, mas como este percurso não era certificado, seu tempo (1h06m40s) não pode ser homologado. Em abril venceu a Maratona de Boston e em setembro a Maratona de Chicago, encerrando a temporada com a medalha de ouro nos 10.000 m do Campeonato Europeu de Atletismo, em Stuttgart, fazendo a segunda melhor marca do mundo, 30m23s, inferior apenas a seu próprio recorde.
No ano seguinte, apesar de lesionada, conseguiu a medalha de ouro dos 10.000 m no Campeonato Mundial de Atletismo, em Roma. Curada da lesão, em abril do ano seguinte venceu a Maratona de Londres pela quarta vez — é a maior vencedora entre homens e mulheres até hoje — e se tornou a franca favorita para o ouro em Seul 1988 nas duas provas femininas de fundo. Nos Jogos, porém, disputando a primeira prova, os 10000 m, ela foi obrigada a abandonar a corrida, que liderava, após sete voltas na pista, por uma fratura num osso do pé.
Ela voltou às maratonas em 1989 vencendo a Maratona de Boston em abril e a de Nova York em novembro, sua última maratona como atleta profissional. A partir daí Kristiansen começou a diminuir o ritmo de seus treinamentos e competições. Depois de um modesto sétimo lugar nos 10.000 m no Mundial de Tóquio 1991, ela gradativamente abandonou as competições até se retirar completamente do esporte em 1993.